# Jewhen Pobihuszczy

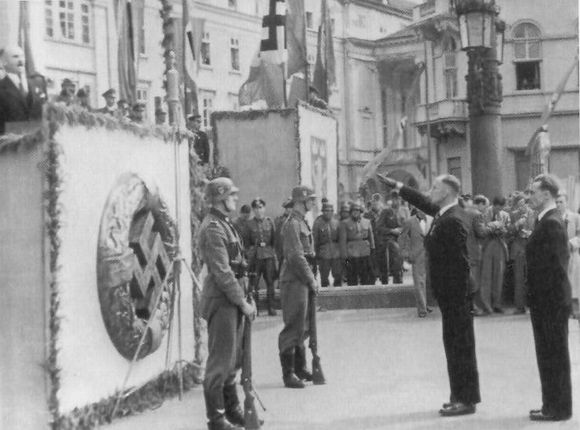
Pobihuszczy (salutuje) podczas defilady ochotników do 14. SS-Freiwilligen-Division Galizien we Lwowie

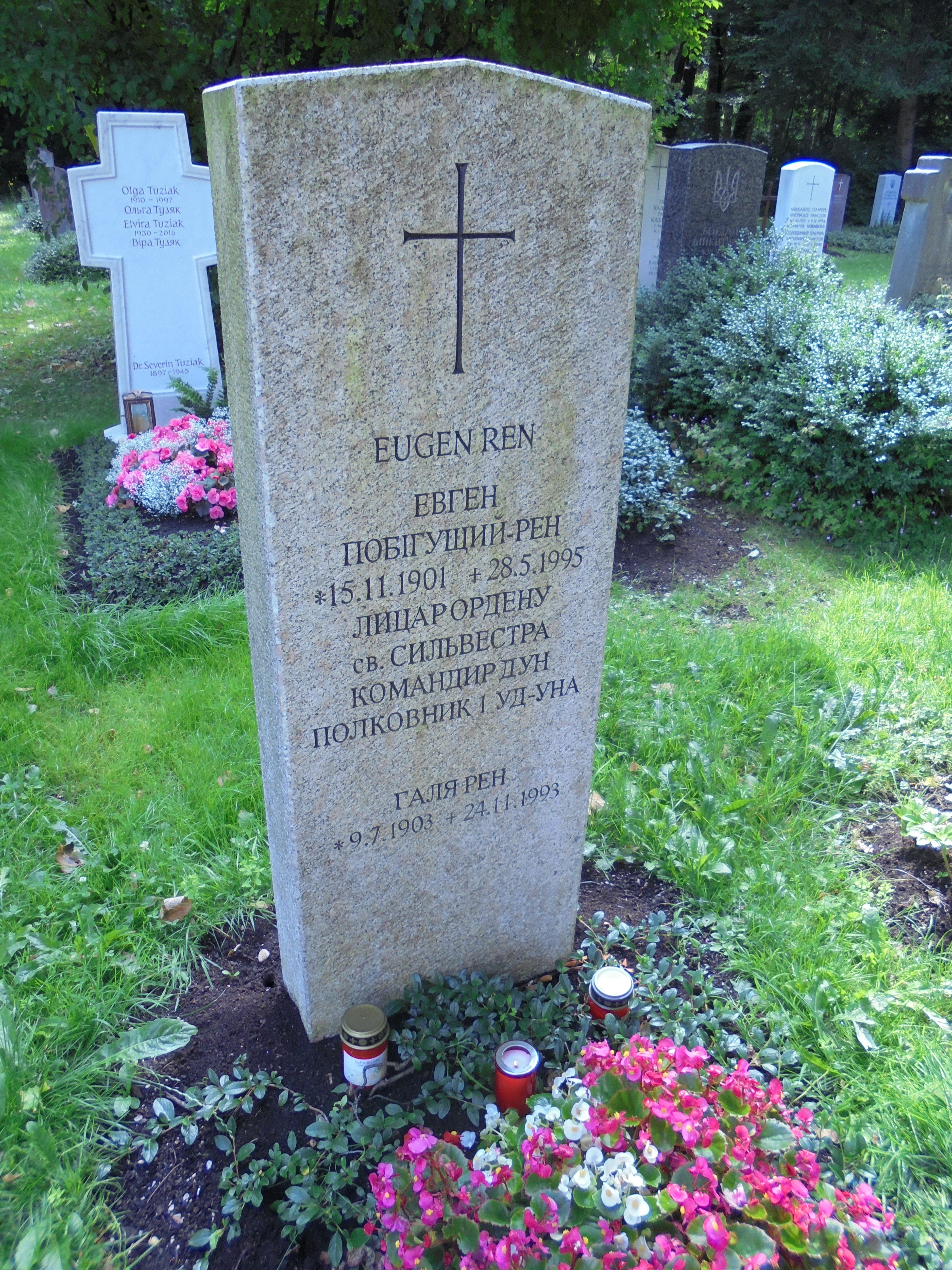
Grób Jewhena Pobihuszczego

Jewhen Pawłowycz Pobihuszczy (ukr. Євген Павлович Побігущий), ps. „Ren” (ukr. Рен) (ur. 15 listopada 1901 we wsi Postołówka, zm. 28 maja 1995 w Haar) – ukraiński oficer, w 1941 jeden z dowódców batalionu „Roland”, w stopniu majora, ostatecznie pułkownik w Ukraińskiej Armii Narodowej.

## Życiorys
Pochodził z rodziny ukraińskich nauczycieli. Rozpoczął naukę w gimnazjum w Kołomyi, którą przerwał w 1919 wstępując ochotniczo do Ukraińskiej Armii Halickiej. Po zakończeniu wojny polsko-ukraińskiej powrócił do gimnazjum, a następnie ukończył ekonomię polityczną na Uniwersytecie Poznańskim. Został oficerem kontraktowym Wojska Polskiego, dochodząc do stopnia kapitana. Wziął udział w wojnie obronnej Polski w 1939 jako dowódca 7 kompanii III batalionu 55 pułku piechoty. W czasie bitwy nad Bzurą trafił do niewoli niemieckiej. Zwolniony z niewoli wiosną 1940 wraz z innymi oficerami Wojska Polskiego narodowości ukraińskiej, przez rok pracował jako pracownik pomocniczy w archiwum miejskim w Poznaniu.
W 1941 roku współdowodził batalionem „Roland” jako ukraiński zastępca niemieckiego dowódcy. Od grudnia 1941 przez rok ukraiński zastępca dowódcy batalionu policyjnego nr 201, w który przekształcono bataliony Roland i Nachtigall, walczącego od lata 1942 do końca tego roku na Białorusi przeciwko sowieckim partyzantom. Jednostka ta wchodziła w skład 62 pułku 201 Dywizji Ochronnej, która od lipca 1942 była podporządkowana SS-Obergruppenführerowi Erichowi von dem Bach-Zelewskiemu, Dowódcy SS i Policji w strefie Grupy Armii „Środek”. 16 marca 1942 roku batalion w sile 650 policjantów, otrzymał rozkaz wymarszu na wschód (wyruszył z Frankfurtu 19 marca), został skierowany na tereny obecnej Białorusi, gdzie zluzował łotewski batalion policyjny. Za zadanie miał ochronę obiektów (mostów, sztabów itp.) oraz, jako jednostka policyjno-pacyfikacyjna, walkę z radziecką partyzantką. Został rozdzielony pomiędzy 12 umocnionych punktów na terenie o powierzchni około 2400 km². 2 kompania por. Mychajła Brygidera została wydzielona do ochrony sztabu w Borowkach. W toku 9-miesięcznych walk żołnierze batalionu zabili ok. 2000–2500 sowieckich partyzantów, tracąc 49 zabitych i 40 rannych.
Z uwagi na stosunek strat (40:1) Grzegorz Motyka i Per Anders Rudling uważają, że ofiarą batalionu padała również ludność cywilna, a rzeczą niewyjaśnioną jest jego ewentualny udział w pacyfikacji białoruskich wsi, gdyż źródła nie zawierają informacji na ten temat.
Zdaniem ukraińskich naukowców: politologa Ołeksija Martynowa i historyka Adolfa Kondrackiego Batalion 201 wziął udział w represyjno-pacyfikacyjnych akcjach na Wołyniu i na Białorusi w których popełnił zbrodnie na żydowskiej, białoruskiej i ukraińskiej ludności cywilnej. Obaj obarczają batalion za pacyfikację ukraińskiej wsi Kortelisy (22 września 1942) i twierdzą, że batalion spalił tam żywcem 2875 osób. Za sprawców zbrodni w Kortelisach historiografia przyjmuje powszechnie zapasową kompanię policyjną Nürnberg z III batalionu 15 Pułku Policyjnego SS.
Po zakończeniu rocznego kontraktu w batalionie, od stycznia do kwietnia 1943 więziony przez Niemców we Lwowie w więzieniu przy Łąckiego, wraz z ukraińską kadrą oficerską batalionu, która w grudniu 1942 wraz z podkomendnymi odmówiła przedłużenia rocznego kontraktu na służbę policyjną dla III Rzeszy. Uwolniony przez Niemców w związku z ich planami tworzenia 14 Dywizji Grenadierów SS, co oznajmił uwalnianym płk Alfred Bisanz, zgłosił się jako ochotnik do służby w dywizji. W 14 Dywizji Grenadierów SS był dowódcą 1 batalionu 29 pułku Waffen SS. W kwietniu 1945 roku znalazł się wraz z żołnierzami dywizji w szeregach Ukraińskiej Armii Narodowej, wojnę zakończył w stopniu pułkownika UAN.
Po zakończeniu wojny przebywał na emigracji w Monachium. Władze ZSRR bezskutecznie występowały o jego ekstradycję. Pobihuszczyj włączył się w prace towarzystw ukraińskich, które powstawały na emigracji, szkolił ochotników przy wojsku brytyjskim stacjonującym w Niemczech, prowadził wykłady z ideologii na Wolnym Uniwersytecie Ukraińskim. Pracował w Organizacji Ukraińskich Nacjonalistów oraz w międzynarodowej organizacji Antybolszewicki Blok Narodów. W uznaniu jego powojennej działalności religijnej od papieża Pawła VI otrzymał tytuł szambelana papieskiego i Order Świętego Sylwestra. Został także honorowym członkiem Centralnego Przedstawicielstwa Emigracji Ukraińskiej w Niemczech.